# Adinandra impressa
Adinandra impressa är en tvåhjärtbladig växtart som beskrevs av Clarence Emmeren Kobuski. Adinandra impressa ingår i släktet Adinandra och familjen Pentaphylacaceae. Inga underarter finns listade i Catalogue of Life.